# Fechteuropameisterschaften 1996
Die Europameisterschaften im Fechten 1996 fanden in Limoges in Frankreich statt. Es wurden fünf Wettbewerbe im Einzel ausgetragen, Mannschaftswettbewerbe gab es wie im Vorjahr keine. Erfolgreichste Nation war Frankreich mit insgesamt sechs Medaillen.

## Herren

### Degen (Einzel)
| Platz | Sportler                 | Land |
| ----- | ------------------------ | ---- |
| 1     | Pawel Kolobkow           | RUS  |
| 2     | Elmar Borrmann           | GER  |
| 3     | Jean-François Di Martino | FRA  |
| 3     | Viktor Zuikov            | EST  |

### Florett (Einzel)
| Platz | Sportler         | Land |
| ----- | ---------------- | ---- |
| 1     | Lionel Plumenail | FRA  |
| 2     | Uwe Römer        | GER  |
| 3     | Franck Boidin    | FRA  |
| 3     | João Gomes       | POR  |

### Säbel (Einzel)
| Platz | Sportler          | Land |
| ----- | ----------------- | ---- |
| 1     | Damien Touya      | FRA  |
| 2     | Matthieu Gourdain | FRA  |
| 3     | Luigi Tarantino   | ITA  |
| 3     | Marcin Sobala     | POL  |

## Damen

### Degen (Einzel)
| Platz | Sportler              | Land |
| ----- | --------------------- | ---- |
| 1     | Magdalena Jeziorowska | POL  |
| 2     | Gianna Bürki          | SUI  |
| 3     | Sangita Tripathi      | FRA  |
| 3     | Hajnalka Király       | HUN  |

### Florett (Einzel)
| Platz | Sportler             | Land |
| ----- | -------------------- | ---- |
| 1     | Laura Badea          | ROM  |
| 2     | Gabriella Lantos     | HUN  |
| 3     | Anja Fichtel-Mauritz | RUS  |
| 3     | Frida Scarpa         | ITA  |

## Medaillenspiegel
| Platz  | Land        | Gold | Silber | Bronze | Gesamt |
| ------ | ----------- | ---- | ------ | ------ | ------ |
| 1      | Frankreich  | 2    | 1      | 3      | 6      |
| 2      | Polen       | 1    | 0      | 1      | 2      |
| 3      | Russland    | 1    | 0      | 0      | 1      |
| 3      | Rumänien    | 1    | 0      | 0      | 1      |
| 5      | Deutschland | 0    | 2      | 1      | 3      |
| 6      | Ungarn      | 0    | 1      | 1      | 2      |
| 7      | Schweiz     | 0    | 1      | 0      | 1      |
| 8      | Italien     | 0    | 0      | 2      | 2      |
| 9      | Estland     | 0    | 0      | 1      | 1      |
| 10     | Portugal    | 0    | 0      | 1      | 1      |
| Gesamt | Gesamt      | 5    | 5      | 10     | 20     |